# Andrei Andrejewitsch Ol
Andrei Andrejewitsch Ol (russisch Андрей Андреевич Оль, wiss. Transliteration Andrei Andreevič Ol’; * 25. Juni 1883 in Sankt Petersburg; † 27. August 1958 in Leningrad) war ein russischer Architekt.

## Leben
Ols Vater Johann Andreas Ohl hatte die russische Staatsbürgerschaft angenommen und war Bankangestellter und Kaufmann der 1. Gilde. Ols Mutter Maria Ohl war die Tochter des Malers Iwan Andrejewitsch Goch. Ol besuchte bis 1901 in Sankt Petersburg die Realschule von Karl Iwanowitsch May (1820–1895). Anschließend studierte er am St. Petersburger Institut für Zivilingenieurwesen (seit 1931 Leningrader Institut für kommunales Bauwesen (LIIKS), seit 1992 St. Petersburger Staatliche Universität für Architektur und Bauwesen). Von 1905 bis 1906 studierte er bei Eliel Saarinen in Helsingfors und dann bei Fredrik Lidvall in St. Petersburg. Das Studium schloss Ol 1910 mit dem Diplomarbeitsprojekt für den Bau eines Kunstmuseums für eine Provinzstadt ab. Ols Stil lehnte sich an der St. Petersburger Nationalromantik an, die sich ihrerseits wiederum an der skandinavischen Nationalromantik orientierte.

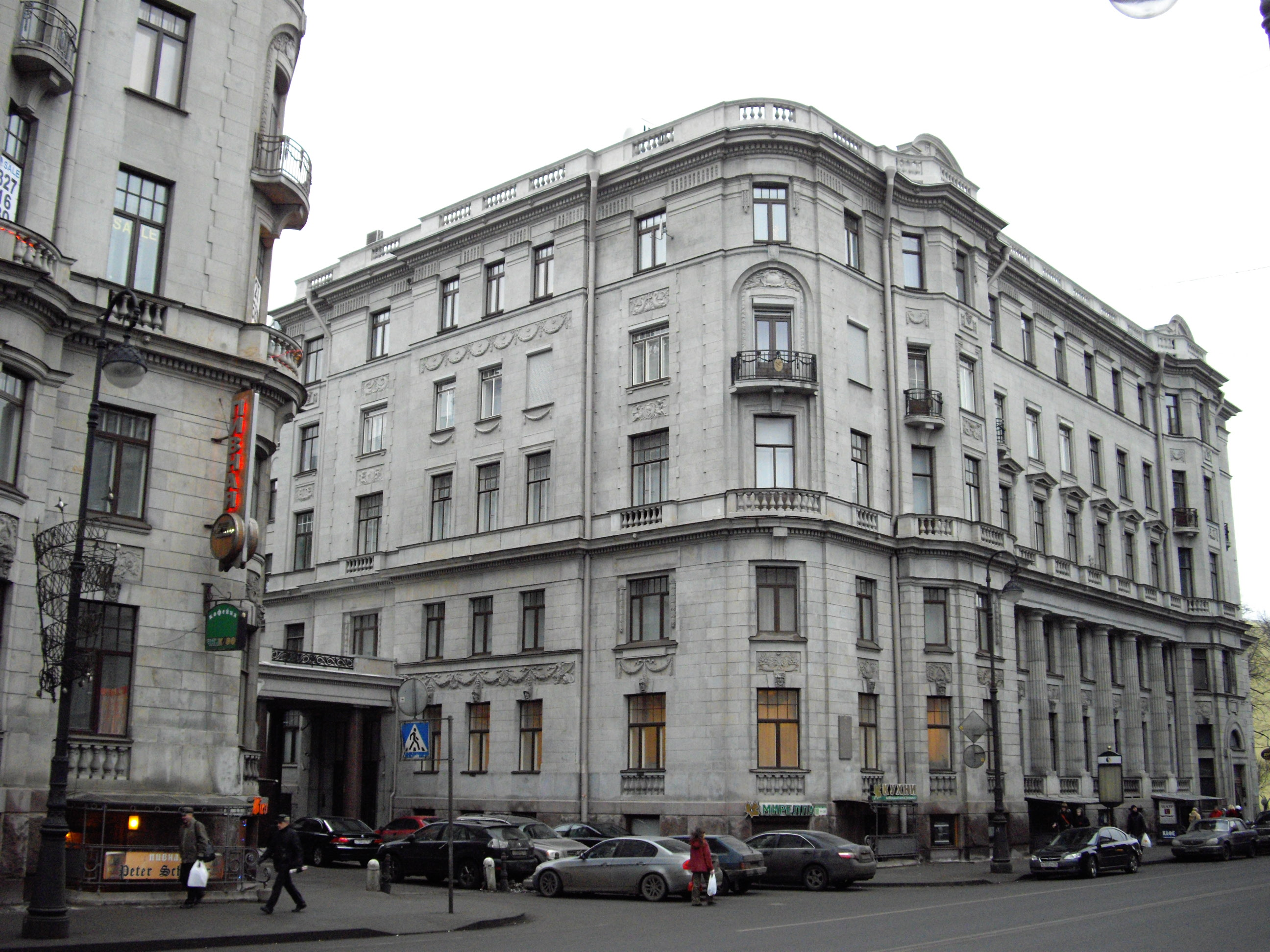
Dom Benois

Er lehrte ab 1933 am LIIKS. Von 1934 bis 1941 leitete er das Bauprojektierungsinstitut der Leningrader Stadtplanung Lenproekt. 1944 verteidigte er seine Dissertation für die Promotion zum Doktor der  Architektur.
Einer seiner Schüler war Dmitri Nawalichin. Weitere Schüler von Ol waren die Leningrader Architektin Anna Aloisowna Leiman, die lettische Architektin Daina Danneberga (geboren 1929) und der burjatische Architekt Chišigt Ajuryn (geboren 1932).
Seit 1940 lebte er in einem Gebäude, das nach dem Erbauer Leonti Nikolajewitsch Benois benannt wurde, auf der Petrograder Seite in St. Petersburg. Während des Zweiten Weltkrieges mit der Leningrader Blockade lebte er in den Städten Swerdlowsk und Magnitogorsk.

## Werke in Sankt Petersburg
- Wohnhaus an der Ecke Suworow-Prospekt und 5. Sowjetische Straße in Sankt Petersburg.[5]
- Pravoberezjnaja Kraftwerke in Sankt Petersburg (1914/1926)
- Stadthaus der Ingenieure und Schriftsteller auch Sleza Sotsializma (dt.: Tränen des Sozialismus) in Sankt Petersburg (1929/1931)
- Großes Haus (Bolschoi dom) in Sankt Petersburg (1931/1933).
- Schiffsanleger (1934; zusammen mit M. Lipkin)
- Eine „monumentale, klassizistische“[6] Wohnbebauung in Avtovo im Südwesten von Sankt Petersburg (1938/1940)
- Wohnbauten in Urizk im Süden von Sankt Petersburg (1945/1947)
- Wohnbauten in Sosnowaja Poljana im Südwesten von Sankt Petersburg (1945/1947)

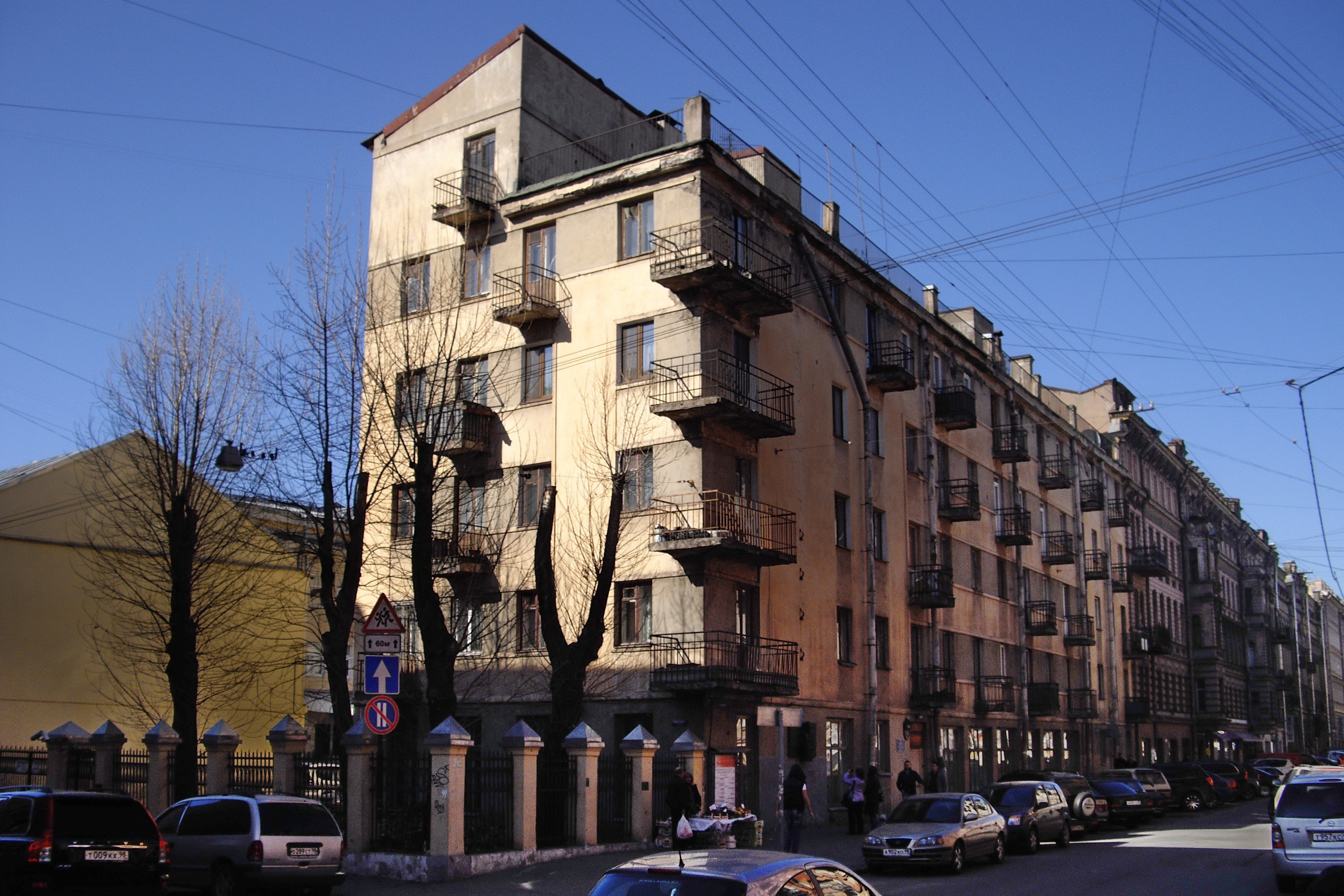
Stadthaus der Ingenieure und Schriftsteller (1929/1931).
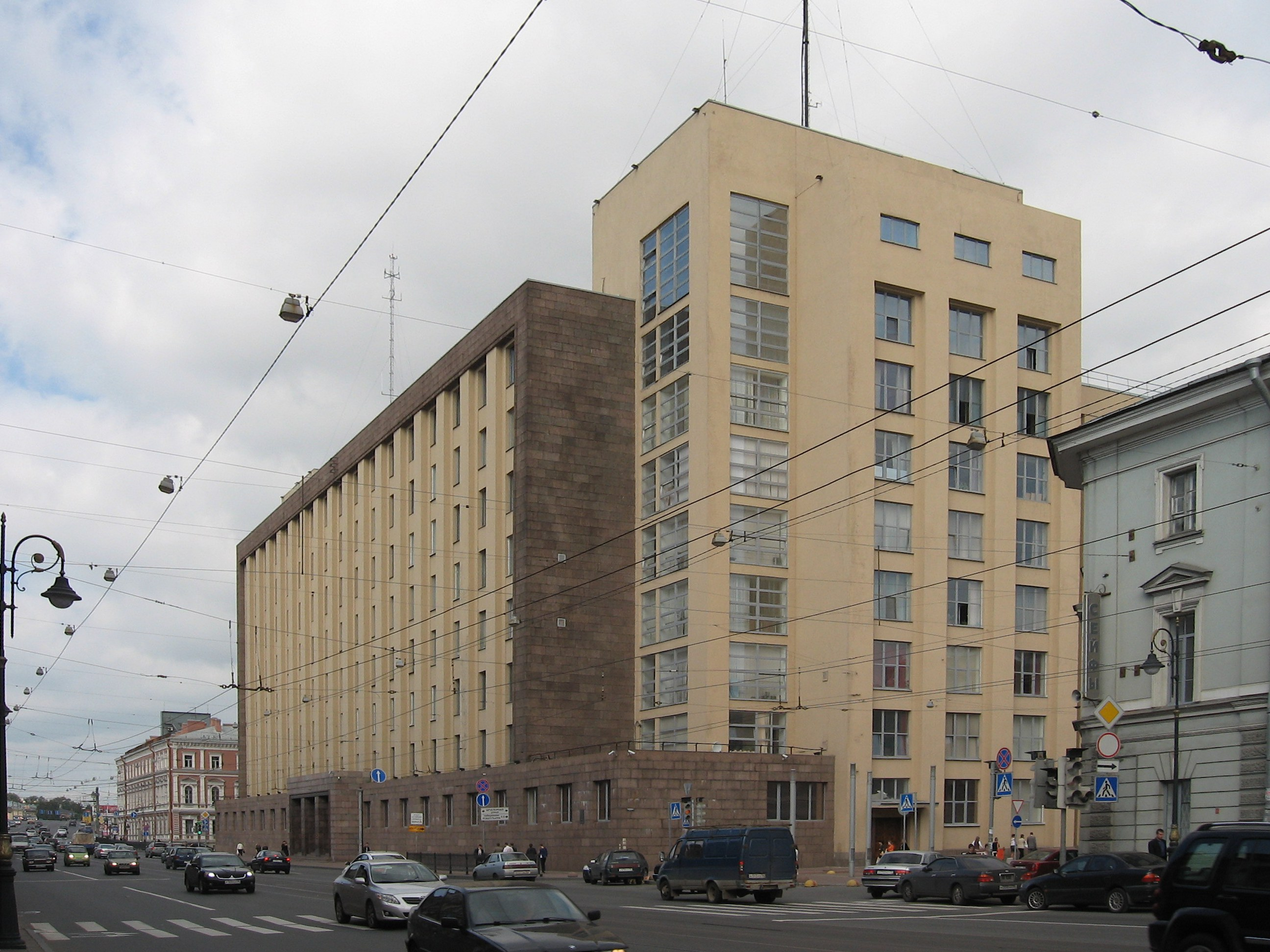
Großes Haus (Bolschoi dom) in Sankt Petersburg (1931/1933).

## Werke in Moskau
- Wettbewerbsentwurf Palast der Arbeit (1922)
- Wettbewerbsentwurf Markthalle Smolensky (1926), zusammen mit N. Lansere, T.D. Katzenellenbogen-Joffe, Shtaerman.
- Wettbewerbsentwurf für ein Bankgebäude an der Neglinnajastraße (1926–1927)
- Wettbewerbsentwurf für Zentrosojus (1928)
- Haus der Kultur „Hammer und Sichel“ (1929)
- Wettbewerbsentwurf für das Pantheon in Moskau, Sperlingsberge (1954) zusammen mit V.V. Popow, T.F. Tarikina.

## Werke in anderen Städten
- Wettbewerbsentwurf für ein Kinotheater mit 750 Sitzplätzen in Kiew (1926)
- Haus der Sowjets in Murmansk (1933)
- Gewerkschaftssanatorium „Streikposten“ in Kislowodsk (1937/1938) zusammen mit Kholmogorov und Nawalichin.
- Tuberkulosesanatorium in Staryj Krym (1940) zusammen mit Kholmogorov und Tarakanow.
- Wohngebäude in Magnitogorsk (1942/1943) zusammen mit Grigori Simonow, Jewgeni Adolfowitsch Levinson.
- Sanatorium in Jessentuki.